# Нијјет
Нијјет је духовна одлука муслимана да уради нешто што је прописано муслиманима, кроз Кур'ан или хадис. Тако нпр. свака исламска молитва или рамазански пост почиње нијјетом. Нијјет се може изговорити на свом језику или на арапском , док део улеме сматра да је нијјет искључиво духовна одлука, те да није потребно изговарати речима  .
Садржај нијјета зависи од времена намаза, мада постоји и општи нијјет који је на арапском језику:
Одлучио сам у име Алаха. сх. обави фарз (или суннет) ове молитве и окрене се према Кибли. Аллаху Акбар.
Nevejtu en usallije lil-lāhi teālā salāte fardil-vakti (ili sunnetil-vakti) edāen mustakbilel-kibleti-Allahu ekber.

## Такође види
- Салат